# Hibiscus apodus
Hibiscus apodus är en malvaväxtart som beskrevs av Juswara och Craven. Hibiscus apodus ingår i Hibiskussläktet som ingår i familjen malvaväxter. Inga underarter finns listade i Catalogue of Life.